# Tumbalalaika
Tumbalalaika (Iídiche: טום־באַלאַלײַקע, às vezes escrita como טוםבאַלאַלײַקע; russo: Тум балалайка; polonês: Tum-bałałajka) é uma música folclórica judaico-russa/polonesa da Europa Oriental (Ashkenazi) e uma canção de amor dos judeus falantes da língua Iídiche. Tum (טום) é uma onomatopeia Iídiche para ruído e balalaika (באַלאַלײַקע) é um instrumento musical de cordas de origem russa. 
O autor da composição é anônimo. A versão popular da canção existe há muito tempo, mas o texto (o quebra-cabeça na música, como "O que é mais alto do que uma casa (Chaminé)," "O que é mais rápido do que um rato? (Gato)", etc.) foi muito diversificado.
Vários artistas israelenses a cantam (versão em iídiche) e, entre eles, Dudu Fisher, André Hübner-Ochodlo e muitos outros. No Vietnã há uma canção com a mesma melodia.
Foi publicado pela primeira vez apenas em 1940 (EUA). A versão final da música se refere às obras de Alexander (Abi) Elshteyna - compositor polaco-americano, popular na época.[carece de fontes?]
O filme "Jornada da Alma" (título original: Prendimi l’anima) de 2002, dirigido por Roberto Faenza, narra a vida de Sabina Spielrein interpretada pela atriz Emilia Fox, onde esta canta a canção "Tum-Balalaika".[carece de fontes?]